# Pasmina

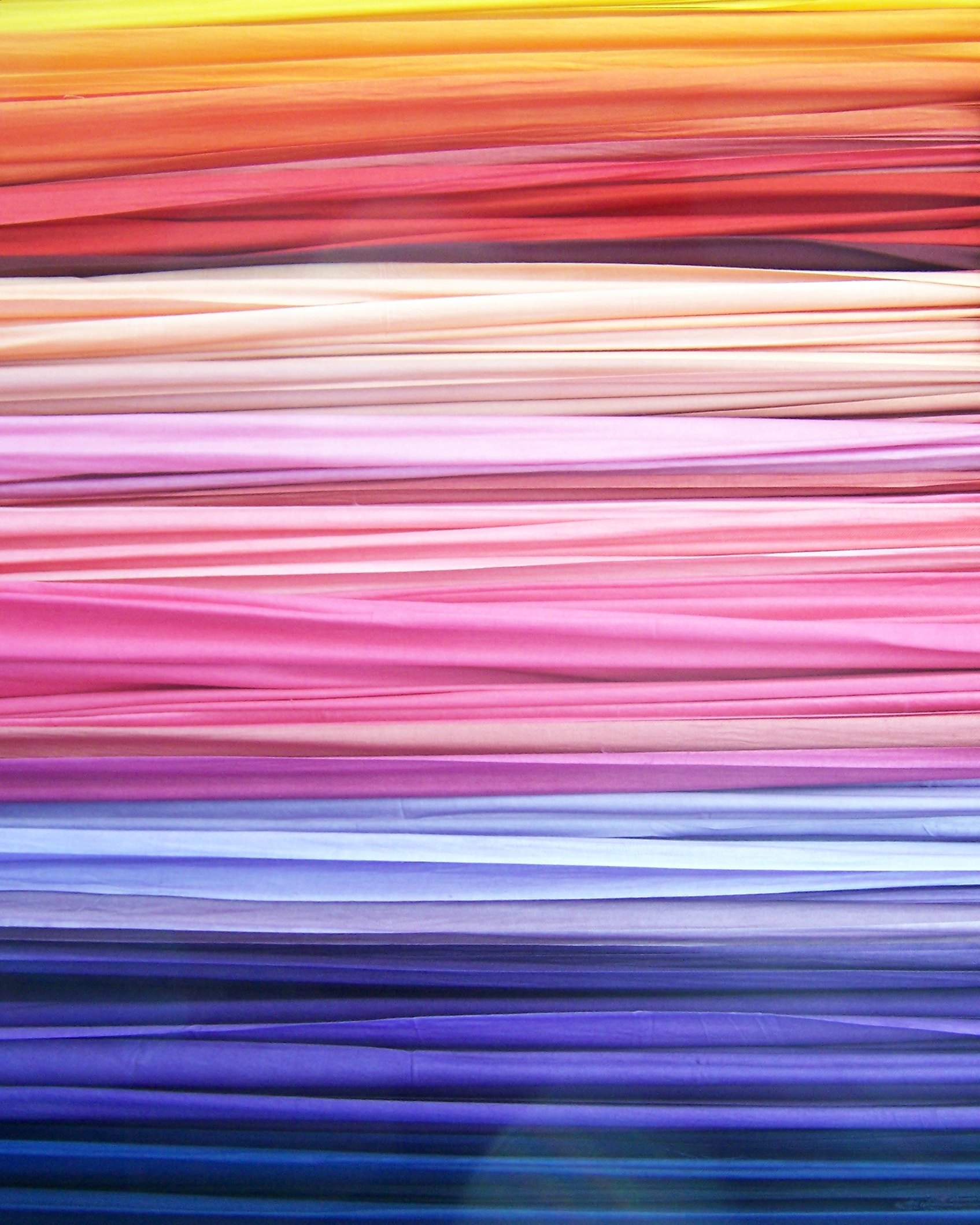
Pasmina sálak

A pasmina perzsa eredetű szó (pashmineh), amely gyapjút jelent. Pasminának nevezik azokat a sálakat, kendőket és stólákat is, amelyek egészben vagy részben pasmina gyapjúból készülnek.
A pasmina gyapjú a himalájai hegyi kecske (Capra hircus) szőre, amelyet általában a tavaszi időszakban kezd hullatni. A környéken élők évszázadok óta összegyűjtik ezeknek a kecskéknek a bokrokon fennakadt szőrcsomóit, és ebből készítenek fonalat, amelyet a gyapjú különlegessége, ritkasága miatt főleg sálakhoz, kendőkhöz használnak fel.
A tradicionális pasmina sálak általában három méretben kaphatóak: sál (kb. 30×150 cm), stóla (kb. 70×200 cm), illetve nagyobb kendő (kb 90×200 cm). Származási helyén és különösen Nepálban a sál méret volt az elterjedt, mivel a buddhista tradíció részét képezi valakinek "sálat akasztani a nyakába".
Mivel a 100%-os pasmina gyapjú rosszul tűri a gépi szövést, ezért a jobb kezelhetőség érdekében selyemmel szokták vegyíteni. A legnépszerűbb pasmina sálak 70% pasmina gyapjúból és 30% selyemből készülnek, de az anyag fényesebbé, selymesebbé, levegősebbé tétele kedvéért elterjedt az 50-50%-os, illetve a 30% pasmina – 70% selyem változat is.

## Divatcikk
Az 1990-es években kezdte meg hódító útját, és vált a sztárok kiegészítőjévé. Leggyakrabban félbehajtva, a nyak köré tekerve, rojtos végét a hurkon átbújtatva viselik – alig akadt olyan színésznő, akit repülőtereken ne kaptak volna lencsevégre egy ilyen módon megkötött pasminával.
Népszerűségének több oka is lehet – egyrészt sűrű, finom szövése miatt melegen is tart, de selyemtartalma révén könnyed, hűs viselet még nyáron is, szétterítve védi a felsőtestet az erős napsütéstől. Nem utolsósorban pedig szinte bármilyen színben kapható, így minden öltözékhez illik.
A Közel-Keleten népszerűek a "mintás" pasminák, amelyeknek egyik szélén valamilyen motívum ismétlődik, de hagyományosan a pasminák egyszínűek, és szövésük lehetőség szerint minél simább.
A sztárok utánzási láza hozta létre a hamis pasmina-ipart, amely a sálak tradicionális méretezését felhasználva kasmír gyapjúból és selyemből keverve készített utánzatokat. A sálak címkézései megtévesztőek lehetnek, ezért az a pasmina, amely valahány százalékban kasmírt (rosszabb esetben az ennek utánzására műszálból gyártott "cashmink"-et) tartalmaz, már nem lehet "eredeti".